# Gromada Motyl
Gromada Motyl (znana także jako Messier 6, M6 lub NGC 6405) – gromada otwarta znajdująca się w gwiazdozbiorze Skorpiona. Została odkryta przez Giovanniego Hodiernę przed 1654 rokiem. Swoim kształtem przypomina niektórym obserwatorom motyla.
Jej jasność obserwowaną współcześnie określa się na 4,2m (starsze obserwacje wykazywały znacznie mniejszą jasność, na poziomie około 5,3m).
Początkowo sądzono, że M6 jest oddalona od Ziemi o około 2000 lat świetlnych, według późniejszych pomiarów już tylko 1300 do 1470 lat swietlnych. Najnowsze pomiary wskazują, że odległość ta to około 1584 do 1588 lat świetlnych.
Rozmiar kątowy głównej części gromady wynosi około 25 minut, zaś wraz z obiektami peryferyjnymi – około 54 minut. Przy odległości około 1600 lat swietlnych daje to średnicę gromady około 25 lat świetlnych. Na nocnym niebie zajmuje obszar równy Księżycowi w pełni.
Spośród wszystkich obiektów wymienionych w katalogu Messiera gromada M6 leży najbliżej kierunku do centrum Galaktyki, znajdującego się w gwiazdozbiorze Strzelca, w pobliżu zbiegu umownych granic trzech gwiazdozbiorów: Skorpiona, Strzelca i Wężownika.
Gromada składa się z około 80 gwiazd, w większości bardzo gorących, niebieskich gwiazd ciągu głównego o typie widmowym B4 i B5. Najjaśniejsza gwiazda gromady, BM Scorpii, jest pomarańczowym nadolbrzymem, który jest także półregularną gwiazdą zmienną. W tej gromadzie uderzający jest kontrast pomiędzy niebieskimi gwiazdami ciągu głównego a pomarańczowymi nadolbrzymami.